# 美濃郡
- 令制国一覧 > 山陰道 > 石見国 > 美濃郡
- 日本 > 中国地方 > 島根県 > 美濃郡

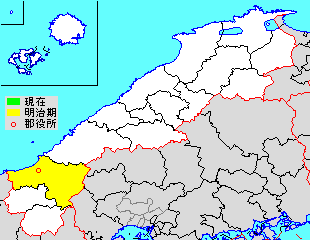
島根県美濃郡の位置

美濃郡（みのぐん）は、島根県（石見国）にあった郡。

## 郡域
1879年（明治12年）に行政区画として発足した当時の郡域は、現在の益田市全域にあたる。

## 歴史

### 古代
神護景雲2年（762年）に全国から9人の善行の者が選ばれ終身の田租を免ずる表彰を得た中に貞婦・社会貢献を受賞理由に美濃郡の人で額田部蘇提売の名が見られる。益田市中心部の地形である、三本の川によって形成された平地という意味から「三野」「美野」「美乃」などを経て「美濃」と変化したと伝えられる。

#### 式内社
『延喜式』神名帳に記される郡内の式内社。
| 神名帳                         | 神名帳                        | 神名帳 | 神名帳 | 比定社               | 比定社                     | 比定社 | 集成 |
| 社名                           | 読み                          | 格     | 付記   | 社名                 | 所在地                     | 備考   | 集成 |
| ------------------------------ | ----------------------------- | ------ | ------ | -------------------- | -------------------------- | ------ | ---- |
| 美濃郡 5座（並小）             |                               |        |        |                      |                            |        |      |
| 菅野天財若子命神社             | スカノノアメノタカラワカコノ- | 小     |        | （論）合祀：小野神社 | 島根県益田市戸田町字松雲山 |        |      |
| 佐毘売山神社                   | サヒヒメノ                    | 小     |        | 佐毘売山神社         | 島根県益田市乙子町         |        |      |
| 染羽天石勝命神社               | シミハアマイハカツノ-         | 小     |        | 染羽天石勝神社       | 島根県益田市染羽町         |        |      |
| 櫛代賀姫命神社                 | クシロカ-                     | 小     |        | 櫛代賀姫神社         | 島根県益田市久城町         |        |      |
| 小野天大神之多初阿豆委居命神社 | ヲノノ-アヅワケ-              | 小     |        | 小野神社             | 島根県益田市戸田町字松雲山 |        |      |
| 凡例を表示                     |                               |        |        |                      |                            |        |      |

### 近世以降の沿革
- 「旧高旧領取調帳データベース」に記載されている明治初年時点での支配は以下の通り[1]。幕府領は大森代官所が管轄。（110村）

| 知行   | 知行         | 村数 | 村名 |
| ------ | ------------ | ---- | --- |
| 幕府領 | 幕府領       | 1村  | 津茂村 |
| 藩領   | 石見津和野藩 | 60村 | 喜阿弥村、戸田村、小浜村、中垣内村、美濃地村、原村、馬谷村、大屋形村、栃山村、猪木谷村、笹田原村、西長沢村、東長沢村、板井川村、宇津川村、赤雁村、山折村、大草村、上種村、千振村、下種村、左ヶ山村、小俣賀村、本俣賀村、梅月村、横田村、安富村、角井村、須子村、飯田村、高津村、持石村、内田村、市原村、松原村、白上村、虫追村、金地村、川登村、城九郎村、飯浦村、上黒谷村、下黒谷村、桂平村、柏原村、鹿谷村、向横田村、三星村、寺垣内村、大峰破村、薄原村、滝谷村、後谷村、隅村、柿原村、小野村、火打岩村、板持村、弋田原村、有田村 |
| 藩領   | 石見浜田藩   | 49村 | 宇治村、金山村、西平原村、土田村、木部村、津田村、遠田村、久城村、下本郷村、今市村、中須村、中島村、乙吉村、益田村、上本郷村、上吉田村、中吉田村、下吉田村、多田村、乙子村、大谷村、上久々茂村、下久々茂村、笹倉村、小原村、朝倉村、三谷村、仙道村、久原村、都茂村、丸茂村、下波田村、上波田村、広瀬村、千原村、澄川村、小平村、内谷村、内石村、七村、道谷村、矢尾村、蔦木村、西村、東村、上道川村、下道川村、三葛村、広見河内村 |

- 慶応2年2月15日（1866年3月31日） - 長州戦争により浜田藩が移転して美作鶴田藩となり、領地が山口藩預地となる。
- 明治2年8月2日（1869年9月7日） - 幕府領・山口藩預地が大森県の管轄となる。
- 明治3年1月9日（1870年2月9日） - 大森県の管轄地域が浜田県の管轄となる。
- 明治4年6月25日（1871年8月11日） - 津和野藩が廃藩。全域が浜田県の管轄となる。
- 明治7年（1874年） - 下記の各村の統合が行われる。（102村）
  - 石谷村 ← 内谷村、内石村
  - 紙祖村 ← 七村、西村、三葛村
  - 落合村 ← 道谷村、矢尾村、蔦木村
  - 匹見村 ← 東村、広見河内村
  - 千原村が広瀬村に、小平村が澄川村にそれぞれ合併。
- 明治8年（1875年） - 下記の各村の統合が行われる。（76村）

- 山本村 ← 津茂村、都茂村［飛地大神楽］
- 波田村 ← 原村、上波田村
- 長沢村 ← 笹田原村、西長沢村、東長沢村
- 種村 ← 上種村、後谷村、千振村
- 黒周村 ← 下黒谷村、火打岩村
- 愛栄村 ← 板持村、弋田原村

- 神田村 ← 三星村、寺垣内村
- 白岩村 ← 柿原村、小野村
- 益田本郷村 ← 益田村、上本郷村
- 久々茂村 ← 上久々茂村、下久々茂村
- 道川村 ← 上道川村、下道川村

- 鹿谷村が鹿足郡小瀬村・大木村・二俣村と合併して鹿足郡富田村となる。
- 大屋形村が馬谷村に、栃山村が猪木谷村に、赤雁村が木部村に、小俣賀村が左ヶ山村に、角井村が須子村に、持石村が高津村に、松原村が白上村に、金地村が虫追村に、城九郎村が美濃地村に、大峰破村が薄原村に、宇治村が金山村に、今市村が乙吉村に、下吉田村が中島村にそれぞれ合併。

- 明治9年（1876年）
  - 4月18日 - 第2次府県統合により島根県の管轄となる。
  - 滝谷村の所属郡が鹿足郡に変更。（75村）
- 明治12年（1879年）1月12日 - 郡区町村編制法の島根県での施行により行政区画としての美濃郡が発足。郡役所が益田本郷に設置。

### 町村制以降の沿革

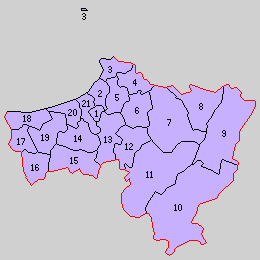
1.益田町 2.安田村 3.鎌手村 4.種村 5.北仙道村 6.東仙道村 7.都茂村 8.二川村 9.道川村 10.匹見上村 11.匹見下村 12.真砂村 13.豊川村 14.豊田村 15.高城村 16.二条村 17.美濃村 18.小野村 19.中西村 20.高津村 21.吉田村（紫：益田市）

- 明治22年（1889年）4月1日 - 町村制の施行により、下記の町村が発足。全域が現・益田市。（1町20村）
  - 益田町（益田本郷村が単独町制）
  - 安田村 ← 津田村、遠田村
  - 鎌手村 ← 木部村［字赤雁を除く］、西平原村、土田村、金山村
  - 種村 ← 下種村、種村
  - 北仙道村 ← 大草村、山折村、木部村［字赤雁］、乙子村
  - 東仙道村 ← 仙道村、三谷村、小原村、朝倉村、笹倉村
  - 都茂村 ← 都茂村、山本村、丸茂村、久原村
  - 二川村 ← 宇津川村、板井川村
  - 道川村（単独村制）
  - 匹見上村 ← 匹見村、紙祖村
  - 匹見下村 ← 澄川村、広瀬村、落合村、石谷村
  - 真砂村 ← 波田村、下波田村、長沢村、馬谷村［字岩倉を除く］
  - 豊川村 ← 大谷村、久々茂村、馬谷村［字岩倉］、猪木谷村
  - 豊田村 ← 横田村、安富村、梅月村、本俣賀村、左ヶ山村
  - 高城村 ← 神田村、向横田村、隅村、白岩村、薄原村
  - 二条村 ← 上黒谷村、桂平村、柏原村、愛栄村、黒周村
  - 美濃村 ← 美濃地村、有田村
  - 小野村 ← 戸田村、喜阿弥村、小浜村、飯浦村
  - 中西村 ← 白上村、中垣内村、川登村、虫追村、内田村、市原村
  - 高津村 ← 高津村、須子村、飯田村
  - 吉田村 ← 中吉田村、中島村、中須村、久城村、下本郷村、乙吉村、上吉田村、多田村
- 明治29年（1896年）8月1日 - 郡制を施行。郡役所が益田町に設置。
- 大正11年（1922年）10月1日 - 高津村が町制施行して高津町となる。（2町19村）
- 大正12年（1923年）4月1日 - 郡会が廃止。郡役所は存続。
- 大正15年（1926年）7月1日 - 郡役所が廃止。以降は地域区分名称となる。
- 昭和9年（1934年）7月1日 - 吉田村が町制施行して吉田町となる。（3町18村）
- 昭和16年（1941年）2月11日 - 益田町・吉田町・高津町が合併して石見町が発足。（1町18村）
- 昭和18年（1943年）7月15日 - 石見町が改称して益田町となる。（1町18村）
- 昭和27年（1952年）8月1日 - 益田町・安田村・北仙道村・豊川村・豊田村・高城村・小野村・中西村が合併して益田市が発足し、郡より離脱。（11村）
- 昭和29年（1954年）4月1日 - 東仙道村・都茂村・二川村が合併して美都村が発足。（9村）
- 昭和30年（1955年）
  - 2月1日 - 道川村・匹見上村・匹見下村が合併して匹見村が発足。（7村）
  - 3月25日 - 鎌手村・種村・真砂村・二条村・美濃村が益田市に編入。（2村）
- 昭和31年（1956年）4月1日 - 匹見村が町制施行して匹見町となる。（1町1村）
- 昭和32年（1957年）4月1日 - 美都村が町制施行して美都町となる。（2町）
- 平成16年（2004年）11月1日 - 美都町・匹見町が益田市に編入。同日美濃郡消滅。

### 変遷表
| 明治22年4月1日 | 明治22年 - 大正15年  | 昭和1年 - 昭和10年 | 昭和11年 - 昭和20年                                | 昭和21年 - 昭和30年          | 昭和31年 - 昭和64年 | 平成1年 - 現在               | 現在   |
| -------------- | -------------------- | ------------------ | -------------------------------------------------- | ---------------------------- | ------------------- | ---------------------------- | ------ |
| 益田町         | 益田町               | 益田町             | 昭和16年2月11日 石見町 昭和18年7月15日 改称 益田町 | 昭和27年8月1日 益田市        | 益田市              | 益田市                       | 益田市 |
| 高津村         | 大正11年10月1日 町制 | 高津町             | 昭和16年2月11日 石見町 昭和18年7月15日 改称 益田町 | 昭和27年8月1日 益田市        | 益田市              | 益田市                       | 益田市 |
| 吉田村         | 吉田村               | 昭和9年7月1日 町制 | 昭和16年2月11日 石見町 昭和18年7月15日 改称 益田町 | 昭和27年8月1日 益田市        | 益田市              | 益田市                       | 益田市 |
| 北仙道村       | 北仙道村             | 北仙道村           | 北仙道村                                           | 昭和27年8月1日 益田市        | 益田市              | 益田市                       | 益田市 |
| 豊川村         | 豊川村               | 豊川村             | 豊川村                                             | 昭和27年8月1日 益田市        | 益田市              | 益田市                       | 益田市 |
| 豊田村         | 豊田村               | 豊田村             | 豊田村                                             | 昭和27年8月1日 益田市        | 益田市              | 益田市                       | 益田市 |
| 高城村         | 高城村               | 高城村             | 高城村                                             | 昭和27年8月1日 益田市        | 益田市              | 益田市                       | 益田市 |
| 中西村         | 中西村               | 中西村             | 中西村                                             | 昭和27年8月1日 益田市        | 益田市              | 益田市                       | 益田市 |
| 安田村         | 安田村               | 安田村             | 安田村                                             | 昭和27年8月1日 益田市        | 益田市              | 益田市                       | 益田市 |
| 小野村         | 小野村               | 小野村             | 小野村                                             | 昭和27年8月1日 益田市        | 益田市              | 益田市                       | 益田市 |
| 鎌手村         | 鎌手村               | 鎌手村             | 鎌手村                                             | 昭和30年3月25日 益田市に編入 | 益田市              | 益田市                       | 益田市 |
| 種村           | 種村                 | 種村               | 種村                                               | 昭和30年3月25日 益田市に編入 | 益田市              | 益田市                       | 益田市 |
| 真砂村         | 真砂村               | 真砂村             | 真砂村                                             | 昭和30年3月25日 益田市に編入 | 益田市              | 益田市                       | 益田市 |
| 二条村         | 二条村               | 二条村             | 二条村                                             | 昭和30年3月25日 益田市に編入 | 益田市              | 益田市                       | 益田市 |
| 美濃村         | 美濃村               | 美濃村             | 美濃村                                             | 昭和30年3月25日 益田市に編入 | 益田市              | 益田市                       | 益田市 |
| 匹見上村       | 匹見上村             | 匹見上村           | 匹見上村                                           | 昭和30年2月1日 匹見村        | 昭和31年4月1日 町制 | 平成16年11月1日 益田市に編入 | 益田市 |
| 匹見下村       | 匹見下村             | 匹見下村           | 匹見下村                                           | 昭和30年2月1日 匹見村        | 昭和31年4月1日 町制 | 平成16年11月1日 益田市に編入 | 益田市 |
| 道川村         | 道川村               | 道川村             | 道川村                                             | 昭和30年2月1日 匹見村        | 昭和31年4月1日 町制 | 平成16年11月1日 益田市に編入 | 益田市 |
| 都茂村         | 都茂村               | 都茂村             | 都茂村                                             | 昭和29年4月1日 美都村        | 昭和32年4月1日 町制 | 平成16年11月1日 益田市に編入 | 益田市 |
| 東仙道村       | 東仙道村             | 東仙道村           | 東仙道村                                           | 昭和29年4月1日 美都村        | 昭和32年4月1日 町制 | 平成16年11月1日 益田市に編入 | 益田市 |
| 二川村         | 二川村               | 二川村             | 二川村                                             | 昭和29年4月1日 美都村        | 昭和32年4月1日 町制 | 平成16年11月1日 益田市に編入 | 益田市 |

## 行政
歴代郡長
| 代 | 氏名 | 就任年月日                | 退任年月日                | 備考                   |
| -- | ---- | ------------------------- | ------------------------- | ---------------------- |
| 1  |      | 明治12年（1879年）1月12日 |                           |                        |
|    |      |                           | 大正15年（1926年）6月30日 | 郡役所廃止により、廃官 |